# Bassiana (stolica tytularna)
Bassiana (łac. Dioecesis Bassianensis) – stolica historycznej diecezji w cesarstwie rzymskim w prowincji Byzacena, współcześnie w Tunezji. Obecnie katolickie biskupstwo tytularne. Od 1998 biskupem Bassiany jest Mariusz Leszczyński.

## Biskupi tytularni
| Lp. | Biskup                 | Funkcja                                          | Od               | Do               |
| --- | ---------------------- | ------------------------------------------------ | ---------------- | ---------------- |
| 1   | Joseph Albertus Martin | biskup koadiutor Nicolet (Kanada)                | 21 sierpnia 1950 | 8 listopada 1950 |
| 2   | Biagio Musto           | biskup koadiutor Sora-Aquino-Pontecorvo (Włochy) | 7 lutego 1951    | 19 kwietnia 1952 |
| 3   | Walther Kampe          | biskup pomocniczy limburski (Niemcy)             | 20 lipca 1952    | 22 kwietnia 1998 |
| 4   | Mariusz Leszczyński    | biskup pomocniczy zamojsko-lubaczowski           | 10 czerwca 1998  |                  |